# Lijst van onderscheidingen van Frederik VIII van Denemarken
De koning van Denemarken Frederik VIII van Denemarken (1843 – 1912) bezat de volgende onderscheidingen.
|    | rang                        | orde | land                 | datum           |
| -- | --------------------------- | --- | -------------------- | --------------- |
| 1  | Ridder                      | Orde van de Olifant                                                                                              | Denemarken           | 1861            |
| 2  | Grootcommandeur             | Orde van de Dannebrog                                                                                            | Denemarken           | 28 juli 1869    |
| 3  |                             | Zilveren Kruis van de Orde van de Dannebrog                                                                      | Denemarken           |                 |
| 4  |                             | Gouden herinneringsmedaille voor Koning Christiaan IX van Denemarken en Koningin Louise van Hessen-Kassel (1892) | Denemarken           |                 |
| 5  | Grootkruis                  | Orde van Sint-Olaf                                                                                               | Noorwegen            |                 |
| 6  |                             | Orde van de Aankondiging                                                                                         | Noorwegen            |                 |
| 7  | Ridder                      | Orde van de Kousenband                                                                                           | Engeland             | 1896            |
| 8  | Ridder Grootkruis           | Koninklijke Orde van Victoria                                                                                    | Engeland             | 8 maart 1901    |
| 9  | Ridder Grootkruis           | Orde van het Bad                                                                                                 | Engeland             |                 |
| 10 |                             | Koninklijke Victoriaanse Keten                                                                                   | Verenigd Koninkrijk  | 1902            |
| 11 | Ridder                      | Orde van de Zwarte Adelaar                                                                                       | Pruisen              |                 |
| 12 | Grootkruis                  | Orde van de Rode Adelaar                                                                                         | Pruisen              |                 |
| 13 | Grootkruis                  | Huisorde van de Wendische Kroon                                                                                  | Mecklenburg          | 28 mei 1884     |
| 14 | Grootkruis                  | Saksisch-Ernestijnse Huisorde                                                                                    | Saksen               |                 |
| 15 | Eerste klasse met Diamanten | Orde van het Huis van Osman                                                                                      | Ottomaanse Rijk      |                 |
| 16 | Grootkruis                  | Orde van Berthold de Eerste                                                                                      | Baden                |                 |
| 17 |                             | Orde van de Witte Valk                                                                                           | Weimar               |                 |
| 18 | Grootkruis                  | Huisorde van Albrecht de Beer                                                                                    | Anhalt               |                 |
| 19 |                             | Ludwigsorde | Hessen               |                 |
| 20 | Grootkruis                  | Orde van Sint-Anna                                                                                               | Keizerrijk Rusland   |                 |
| 21 |                             | Orde van Sint Stanislaus                                                                                         | Keizerrijk Rusland   |                 |
| 22 | Ridder                      | Orde van Sint-Vladimir                                                                                           | Keizerrijk Rusland   |                 |
| 23 |                             | Orde van Sint-Andreas de Eerstgeroepene                                                                          | Keizerrijk Rusland   |                 |
| 24 |                             | Alexander Nevski-orde                                                                                            | Keizerrijk Rusland   |                 |
| 25 |                             | Orde van de Witte Adelaar                                                                                        | Keizerrijk Rusland   |                 |
| 26 |                             | Orde van de Serafijnen                                                                                           | Zweden               | 7 augustus 1862 |
| 27 |                             | Orde van Karel XIII                                                                                              | Zweden               |                 |
| 28 | Commandeur-grootkruis       | Orde van het Zwaard                                                                                              | Zweden               |                 |
| 29 | Grootcommandeur             | Orde van de Verlosser                                                                                            | Griekenland          |                 |
| 30 | Grootkruis                  | Orde van de Verlosser                                                                                            | Griekenland          |                 |
| 31 | Grootkruis                  | Orde van de Toren en het Zwaard                                                                                  | Portugal             |                 |
| 32 | Grootkruis                  | Orde van Christus                                                                                                | Portugal             |                 |
| 33 | Grootkruis                  | Militaire Willems-Orde                                                                                           | Nederland            | 21 juni 1849    |
| 34 | Ridder Grootkruis           | Orde van de Nederlandse Leeuw                                                                                    | Nederland            |                 |
| 35 | Ridder                      | Huisorde van de Gouden Leeuw van Nassau                                                                          | Nederland            |                 |
| 36 | Grootlint                   | Leopoldsorde | België               |                 |
| 37 | Grootkruis                  | Orde van de Heilige Stefanus                                                                                     | Koninkrijk Hongarije |                 |
| 38 | Grootkruis                  | Orde van de Ster van Roemenië                                                                                    | Roemenië             |                 |
| 39 |                             | Orde van Kalakaua I                                                                                              | Hawaï                |                 |
| 40 |                             | Chrysanthemumorde                                                                                                | Japan                |                 |
| 41 | Ridder Grootkruis           | Orde van de Witte Olifant                                                                                        | Thailand             |                 |
| 42 |                             | Orde van het Koninklijk Huis van Chakri                                                                          | Thailand             |                 |
| 43 | Grootkruis                  | Legioen van Eer                                                                                                  | Frankrijk            |                 |
| 44 |                             | Orde van het Gulden Vlies                                                                                        | Spanje               | 1883 (nr. 1065) |
| 45 |                             | Orde van de Aankondiging                                                                                         | Italië               | 1876            |
| 46 | Ridder Grootkruis           | Koninklijke Orde van Victoria                                                                                    | Verenigd koninkrijk  | 8 maart 1901    |